# Австралийски цветен бекас
Австралийският цветен бекас (Rostratula australis) е вид птица от семейство Цветни бекаси (Rostratulidae). Видът е застрашен от изчезване.

## Разпространение
Видът е разпространен в Австралия.